# Blauet nan oriental
El blauet nan oriental (Ceyx erithaca) és un ocell de mida petita de la família dels Alcedinidae. Aquest blauet tropical és un migrant parcial que és endèmic a gran part del subcontinent indi i el sud-est asiàtic. Viu als boscos de les terres baixes, normalment a prop de rierols o estanys, on s'alimenta d'insectes, aranyes, cucs, crancs, peixos, granotes i llangardaixos. Aquest petit ocell es pot distingir fàcilment d'altres ocells de la seva família pel seu bec vermell, les parts inferiors groc-taronja, les parts superiors de color lila o rosa i l'esquena blau-negre.

## Descripció

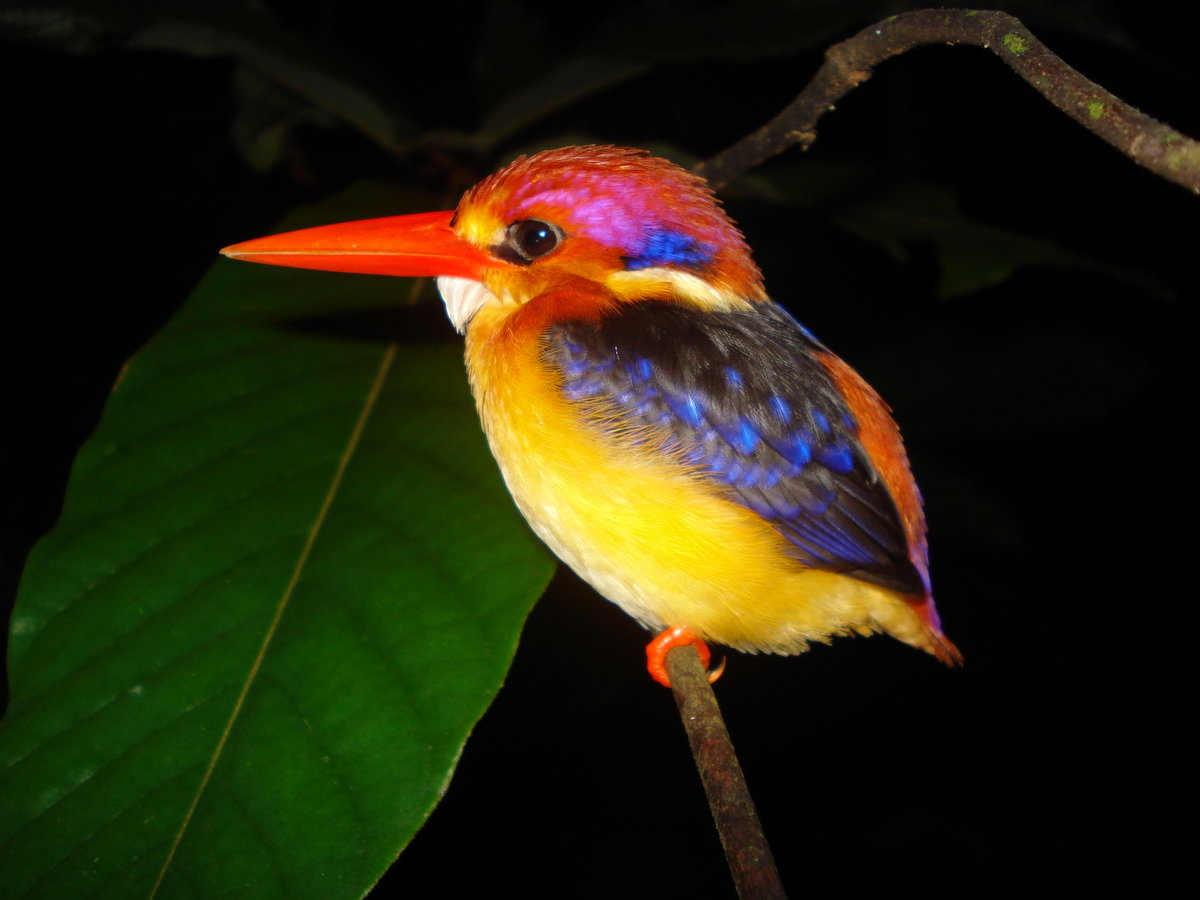
Blauet nan dorsivermell (Ceyx erithaca)

El blauet nan oriental és una de les espècies de blauet més petites conegudes. Mesura de 12,5 a 14 cm de llarg (inclosos bec i cua). Les femelles solen pesar entre 14 i 16 g i els mascles un xic més, entre 14 i 21,5 g, ja que són lleugerament més grans. Els dos sexes són iguals i no hi ha dimorfisme sexual. Tant els mascles com les femelles tenen una taca negra al front; taques blaves i blanques al costat del coll; la corona, la gropa i la cua són de color lila vermellós; l'esquena i les ales són blau fosc; la barbeta i la gola blanques; les parts inferiors són d'un groc-taronja pàl·lid; l'iris és marró fosc; i les potes, els peus i el bec són vermells.
Els joves són de colors més apagats i tenen menys coloració lila; la barbeta, la gola i el ventre són blancs; el bec és groc ataronjat amb la punta més pàl·lida; les plomes escapulars i les cobertores alars són blaves.
Aquesta espècie de blauet té tres dits, la qual cosa explica per què de vegades se l'anomena blauet de tres dits, però, hi ha altres espècies de blauets que també tenen tres dits. El nombre de dits en aquestes espècies de blauets no sembla ser adaptatiu.

## Taxonomia i sistemàtica
Els blauets (Alcedinidae) són una família d'aproximadament 114 espècies que pertanyen a l'ordre d'aus pantropicals Coraciiformes. Els membres d'aquesta família varien en grandària des del blauet nan capvermell de 9 g (Ceyx lecontei) fins a la cucaburra comú (Dacelo novaeguinea) de 500 g. Els membres d'aquesta família no són tots piscívors i molts es troben lluny de l'aigua i són depredadors d'invertebrats terrestres i petits vertebrats. Aquesta família és en gran part tropical, però hi ha algunes espècies que s'han adaptat a les regions temperades.
Aquesta família es pot dividir, a més, en tres subfamílies : Halcyoninae, Cerylinae i Alcedinidae (els blauets pigmeus). La subfamília Alcedinidae es distribueix per l'Àfrica tropical i Àsia, del sud fins al nord d'Austràlia i Melanèsia, i al nord d'Europa i l'Àsia temperada. Tal com implica el seu nom, els blauets pigmeus són relativament petits en comparació amb altres blauets. A part de la seva mida, els exemplars d'aquesta subfamília també es caracteritzen pels seus colors brillants. Els hàbitats van des de bosc dens fins a la sabana boscosa, tot i que es poden trobar al llarg de vies navegables tant en terreny boscós com obert.
Dins de la subfamília Alcedinidae hi ha el gènere Ceyx. Les espècies d'aquest gènere es caracteritzen per viure en hàbitats terrestres, la dieta consistent majoritàriament en insectes, els becs taronges aplanats dorsoventralment i les parts superiors del cos més vermelles. Dins d'aquest gènere, les dades moleculars indiquen que C. erithaca forma un clade ben clar de blauets pigmeus de tres dits que inclou C. melanurus, C. lepidus, C. argentatus i C. cyanopectus.
C. erithaca presenta dos morfs de color principals: el morf negre, blauet nan dorsivermell, i el morf roig, que de vegades es designa com una espècie separada, C. rufidorsa. Un estudi recent ha revelat diferències genètiques entre C. erithaca i C. rufidorsa, cosa que suggereix que no són morfos, sinó dos llinatges diferents. L'estudi proposa que l'extens polimorfisme de color pot haver estat el resultat d'una hibridació introgressiva que es va produir en un passat llunyà, quan els dos morfs eren divergents l'un de l'altre.

## Hàbitat i distribució
El blauet nan dorsivermell és una espècie de bosc i aiguamolls endèmica a gran part del subcontinent indi i el sud-est asiàtic. S'han trobat poblacions a Bangladesh, Bhutan, Brunei, Cambodja, Xina, l'Índia, Indonèsia, Laos, Malàisia, Myanmar, Filipines, Singapur, Sri Lanka i Vietnam.

Es troba sovint en boscos primaris i secundaris caducifolis i perennes, però també en boscos al·luvials, manglars, conreus de cautxú coberts de vegetació o en denses agregacions de palmeres, bambús o arbustos. Acostumen a mantenir-se a prop de rierols i estanys del bosc, però els seus nius solen estar prou allunyats de l'aigua. Es mantenen prop del terra i se sap que es posen i volen a 1-2 m del sòl del bosc. El seu hàbitat preferit són les terres baixes forestals densament ombrejades a prop de petits rierols o estanys. Les terres baixes on es troben normalment no superen els 1000-1300 m d'altitud.

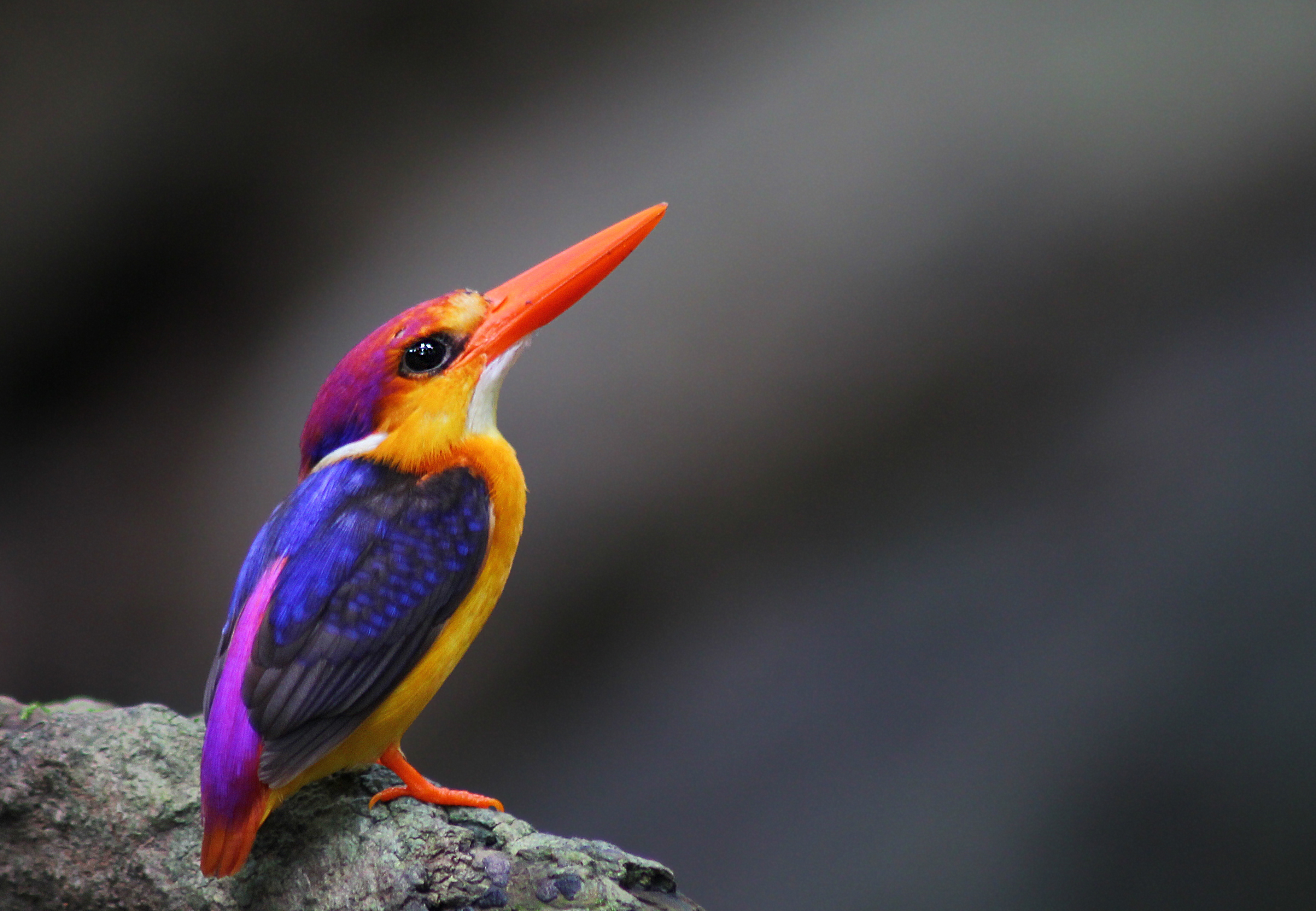
Blauet nan dorsivermell (Ceyx erithaca)

### Migració
Les poblacions del nord de l'àrea de reproducció hivernen a les parts meridionals i l'espècie es defineix com a migrant parcial. Sovint migren cap al sud, cap a la Malàisia peninsular, d'agost a setembre, i tornen al nord al març. Es registra un gran nombre de migrants que volen de nits d'agost a desembre a Maxwell's Hill i Fraser's Hill a Malàisia, així com a fars de moltes illes fins a 60. km de la costa occidental. Encara no és clar si les parts més al nord de l'àrea de distribució de l'espècie es buiden del tot durant l'hivern. El blauet nan dorsivermell també és un visitant que cria a gran part de l'àrea de distribució de l'Índia, però els seus moviments aquí encara són incerts.

## Comportament i ecologia

### Cria
La posta d'ous es produeix de juliol a setembre al sud-oest de l'Índia, de febrer a juliol a Sri Lanka, d'abril a maig al nord-est de l'Índia, de març a juliol a Malàisia peninsular, al març a Sumatra i de desembre a maig a Java.
Els nius es construeixen en marges de rierols, talls de camins, termiters terrestres o al sòl prop de les arrels d'un arbre caigut, sovint molt lluny de l'aigua. Junts, el mascle i la femella excaven un túnel horitzontal de 15 a 100 cm de llarg, 3,8-4,5 cm de diàmetre que acaba en una cambra pels ous sense folrar. Una parella va cavar 25 cm del seu cau, a la sorra, en uns 40 minuts. La cambra sense folre és de 10 a 15 cm d'ample i 5–7 cm d'alçada. Tant el túnel com la cambra dels ous estan inclinats cap amunt, fet que es creu que minimitza l'entrada d'aigua a la cambra i ajuda al flux de sortida de material de rebuig fora del niu.
El temps de generació és d'aproximadament 4,2 anys. La mida habitual de posta és de 3 a 7 ous, amb una mitjana d'uns 5 ous per posta. Els ous es ponen al matí amb un interval d'un dia entremig. La incubació comença després de la posta del darrer ou i el període d'incubació dura de 17 a 18 dies. Tant el mascle com la femella coven els ous, però, la femella té un paper més important en el període d'incubació perquè s'encarrega d'incubar els ous a la nit. El període d'emplomament és de 18 a 20 dies i els pollets solen abandonar el niu al matí.

### Dieta
La seva dieta consisteix principalment en insectes, entre els quals hi ha mantis (Mantodea), llagostes (Orthoptera), mosques (Diptera), escarabats aquàtics (Dytiscidae), formigues alades (Formicidae) i efemeròpters (Ephemeroptera). Però també inclou aranyes, cucs (Oligochaeta) i petits crancs, peixos, granotes i sargantanes.

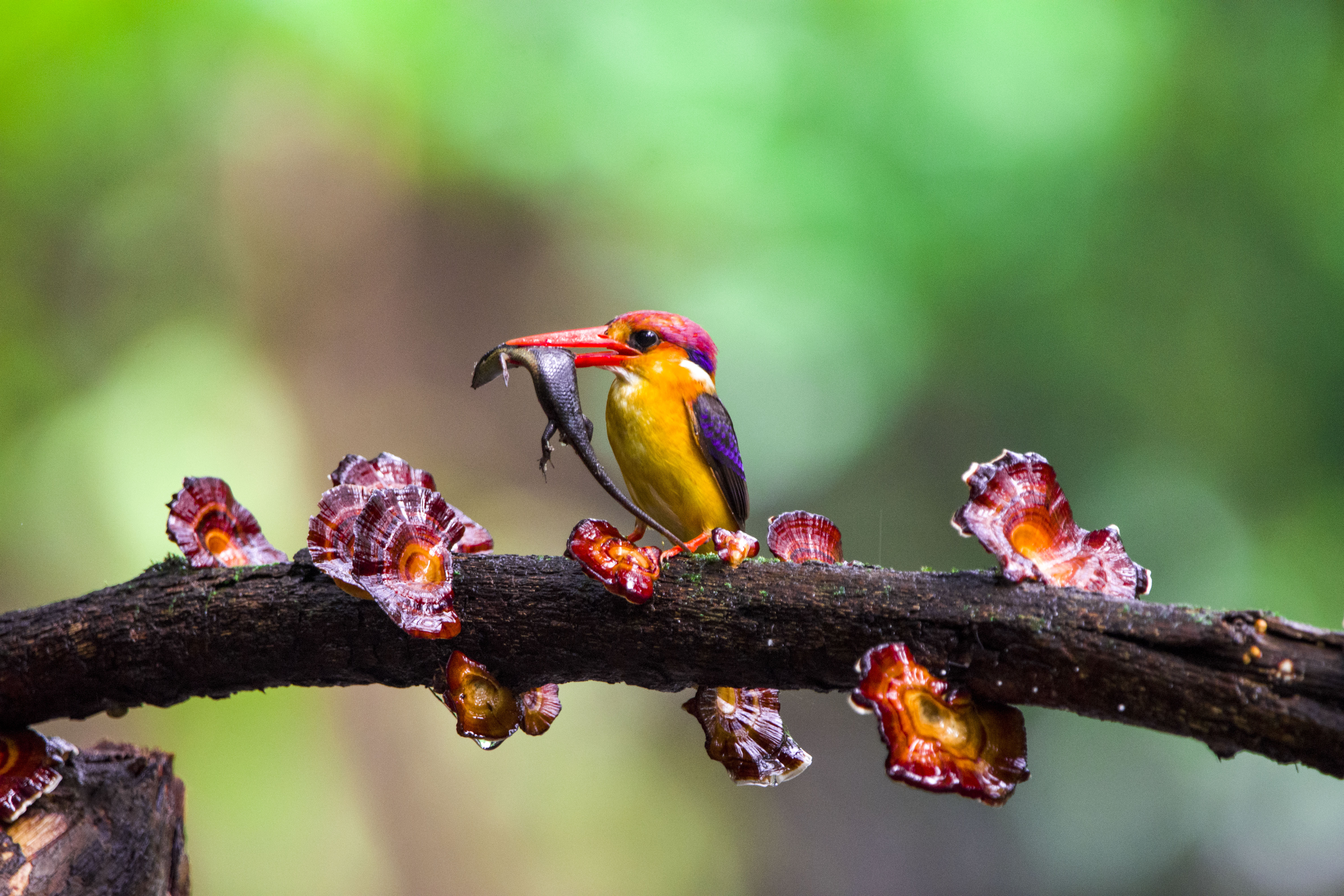
Blauet nan dorsivermell amb una presa

Els blauets nans dorsivermells s'alimenten en solitari i es posen a la vegetació baixa o a les roques abans de sortir volant per capturar preses del sòl o del fullatge. Poden capturar aranyes de les teranyines i atrapar insectes en vol. També poden submergir-se a l'aigua per buscar preses a la superfície o just a sota, sense submergir-s'hi. Si les preses són grans, l'ocell sol tornar a una perxa, on la colpejarà repetidament amb el bec abans d'empassar-se-la.

## Estat de conservació i risc
C. erithaca està classificada com a "espècie de risc mínim" a la Llista Vermella de la UICN i no està amenaçada a escala mundial. La tendència, però, és que la població està disminuint i es desconeix el nombre d'individus madurs. Està àmpliament distribuït, però a les parts del nord de la seva àrea sovint s'informa com a escàs. Aquesta escassetat podria ser deguda al fet que l'espècie es passa per alt i/o a conseqüència dels seus patrons de moviment. Hi ha llocs de conservació identificats en tota l'àrea de distribució de l'espècie.

### Amenaces
La principal amenaça a què s'enfronta el blauet nan dorsivermell és l'aclariment del seu hàbitat forestal. És probable que els nivells de població disminueixin a causa de la pèrdua continuada d'hàbitats de reproducció crítics a causa de les activitats humanes.
El blauet nan dorsivermell també pot enfrontar-se a altres amenaces comunes als blauets i altres espècies d'aus migratòries, com ara:
- La contaminació[15]
- L'assecament de basses i rieres[15]
- L'antipatia pública pels blauets per part dels pescadors o la persecució humana il·legal[15]
- Les línies elèctriques[15]
- Els canvis induïts pel clima en el moment de la migració i la reproducció[16]
- Les col·lisions amb obstacles artificials, com ara edificis, en la seva trajectòria de vol[17]
- L'esgotament, la fam i la deshidratació[17]
- L'erosió dels marges dels rierols